# Martin Puntigam

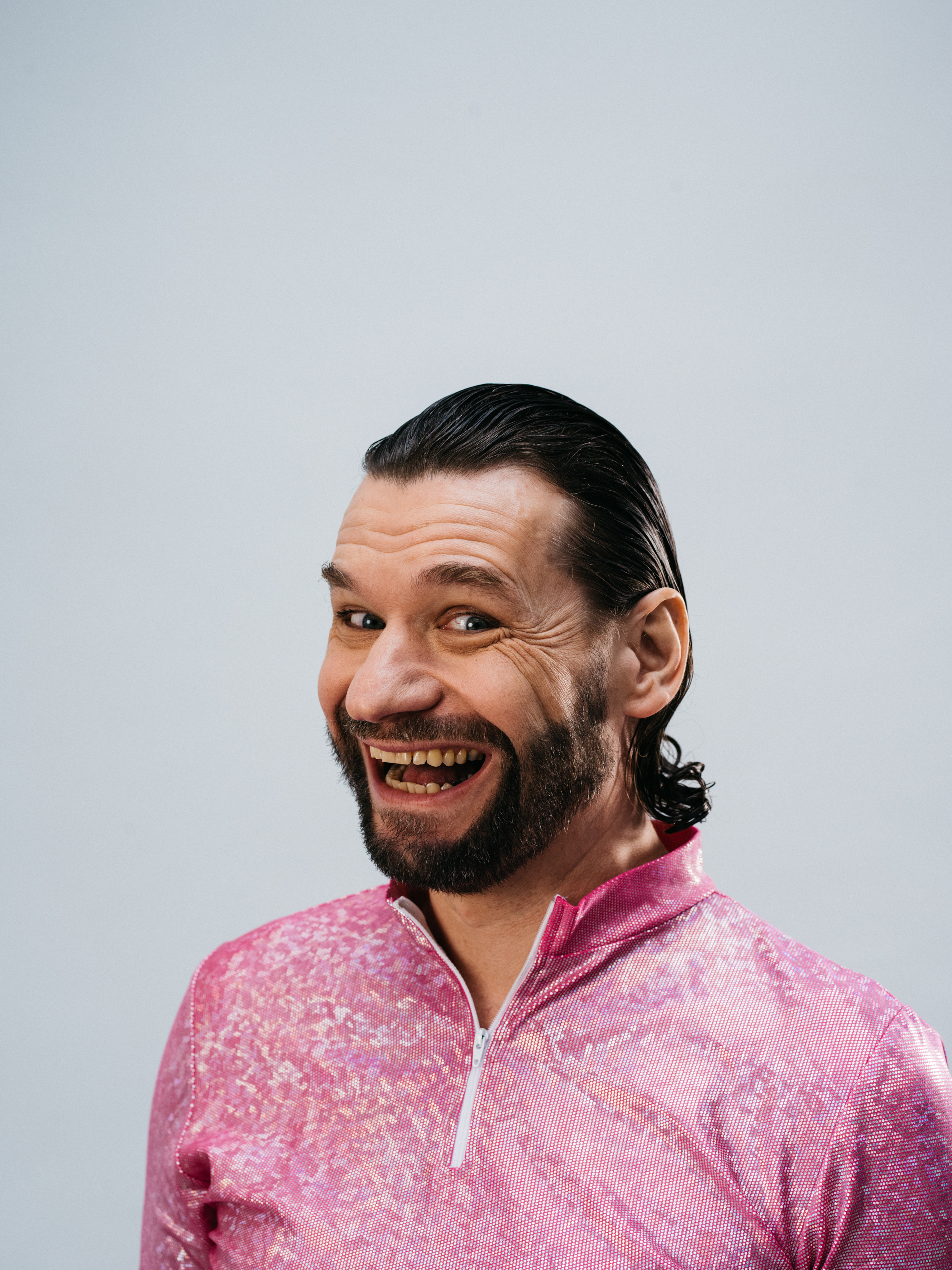
Martin Puntigam (2020)

Martin Puntigam (* 9. April 1969 in Graz) ist ein österreichischer Künstler, Kabarettist und Schauspieler.

## Leben
Martin Puntigam wurde in Graz geboren und verbrachte dort seine Jugend. Er studierte zunächst ab 1987 Medizin an der Universität Graz, wandte sich aber dann ab dem Jahr 1989 dem Kabarett zu. Mittlerweile lebt Martin Puntigam mit Ehefrau und zwei Kindern in Wien. Sein Bruder, der Schauspieler Stefan Puntigam, hat bei seinem Soloprogramm „Luziprack“ Regie geführt.

## Werdegang
Seit 1989 präsentierte er bislang zwölf Soloprogramme. Bereits das erste, Durch und durch (1989), wurde mit dem Grazer Kleinkunstvogel prämiert. Für das Duo-Programm Erlösung erhielt er 2015 gemeinsam mit Matthias Egersdörfer den Österreichischen Kabarettpreis.
Martin Puntigam ist Autor der Theaterstücke Tod im Hallenturnschuhlager (1993) und Teufelsgschichten und Zaubersachen (2008). Er ist einer der Autoren der Fernsehsendung Sendung ohne Namen im ORF (30 Folgen in den Jahren 2002 bis 2007). Autor und Gestalter der Radiokolumne Herr Martin empfiehlt im Radiosender Ö3 des ORF (1993 bis 1995) und im Jugendradiosender FM4 des ORF: Betthupferl, FM3000, Wochenschau, Ombudsmann, Wandertag.
Er spielte in folgenden Theaterstücken mit: Zweifacher Wankelmut von Marivaux (1992), When the saints go cycling in von Flann O’Brien (1995), Österreichs größte Entertainer von Thomas Gratzer, Jochen Herdieckerhoff, Regie: Helmut Schödel im Rabenhof Theater (2002).
Puntigam war Hauptdarsteller im Kinofilm Gelbe Kirschen (2001) unter der Regie von Leopold Lummerstorfer. Er wirkte mit bei den Wiener Wochen des schlechten Geschmacks (1998) und bei Beschwingt am Sonnabend (2000).

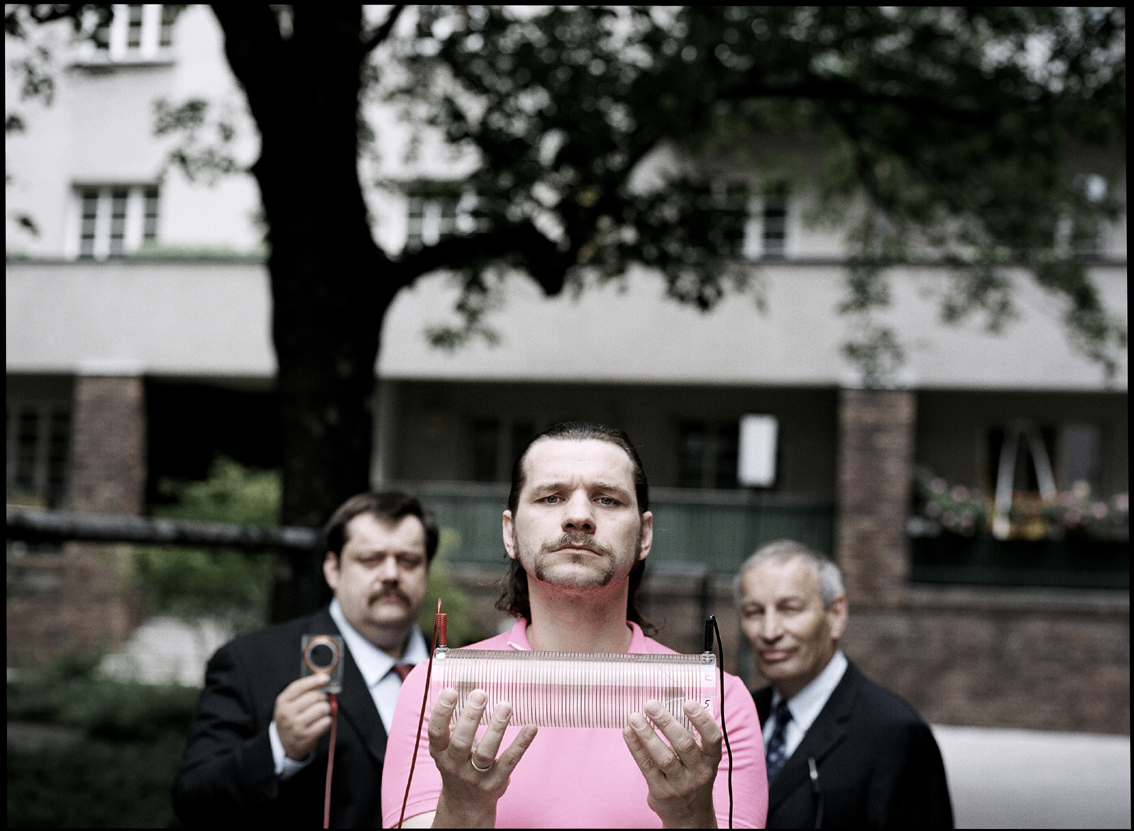
Science Busters (2007)

Er gründete 2007 mit den Physikern Heinz Oberhummer und Werner Gruber das Wissenschaftskabarett Science Busters. Durch die Shows, die auch im ORF gezeigt werden, soll Naturwissenschaft verständlich und unterhaltsam näher gebracht werden. Die Science Busters präsentieren auch eine wöchentliche Radiokolumne im Jugendradiosender FM4 des ORF und veröffentlichten mehrere populärwissenschaftliche Bücher und Hörbücher. Seit dem Tod Heinz Oberhummers im November 2015 und dem Ausscheiden Werner Grubers treten die Science Busters  in anderer Konstellation auf. Durch die Shows führt auch weiterhin allein Martin Puntigam.
Seit 2016 ist Martin Puntigam Universitätslektor an der Universität Graz.
Im Rahmen einer Aktion der Kabarettist:innen for Future unterstützte Puntigam im Mai 2023 eine Straßenblockade der Letzten Generation und forderte dabei ein neues Klimaschutzgesetz für Österreich.

## Kabarettprogramme
- 1989: Soloprogramm „Durch und durch durch“
- 1990: Soloprogramm „Doch recht lustig“
- 1991: Soloprogramm „Lach- und Sachgeschichten“
- 1993: Soloprogramm „Welt ohne Herz“
- 1994: Soloprogramm „Puhlassen im Weltall“
- 1996: Soloprogramm „Innenaussaugen“
- 1998: Soloprogramm „Wildwochen“
- 2000: Soloprogramm „Spam“ (Regie: Jochen Herdieckerhoff)
- 2000: Programm „Maiandacht“ mit Kabud
- 2000: Programm „Lebensmittel schlecht behandeln“ mit Clemens Haipl
- 2001: Programm „Die Supernacht der Weihnachtsstars“ mit Clemens Haipl, Thomas Maurer, Oliver Baier, Hosea Ratschiller und Gerald Votava
- 2002: Programm „leben“ mit Clemens Haipl und Gerald Votava als Projekt remiX
- 2002: Programm „Die Supernacht der Weihnachtsstars“
- 2003: Soloprogramm „Die Einbrenn des Lebens“ (Regie: Jochen Herdieckerhoff)
- 2004: Programm „meet&greet“ zusammen mit Clemens Haipl (Regie: Stefan Puntigam)
- 2004: Programm gemeinsam mit Thomas Maurer Sozialpartnerschaft: Episode 1, Eine Vergangenheitsbewältigung im Rahmen der Wiener Festwochen
- 2006: Soloprogramm „Luziprack“ (Regie: Stefan Puntigam)[7]
- 2006: „Science in Film“ gemeinsam mit den Physikern Heinz Oberhummer und Werner Gruber
- seit 2007: „Science Busters“; bis 2015 gemeinsam mit den Physikern Heinz Oberhummer und Werner Gruber, ab 2016 in neuer Besetzung
- 2009–2010: in der wöchentlichen Radio-Satiresendung Welt Ahoi (auf Ö1) mit Maria Hofstätter, Hosea Ratschiller, Thomas Maurer und Robert Palfrader
- 2009: Soloprogramm „Atomic Wedgie“
- 2013: Soloprogramm „Supererde“[8] (Regie: Hosea Ratschiller)
- 2015: „Erlösung“ gemeinsam mit Matthias Egersdörfer (Regie: Claudia Schulz)
- 2019: Glückskatze[9]

## Theater- und Filmrollen
- 1991: Hans in Zweifacher Wankelmut von Marivaux
- 1995: Sergeant Fortell in When the saints go cycling in von Flann O’Brien im Sparverein die Unzertrennlichen, Regie: Kurt Palm
- 2001: Hauptrolle im Kinofilm Gelbe Kirschen, Regie: Leopold Lummerstorfer
- 2002: Rolle des Mörders Helmut Frodl in Österreichs größte Entertainer von Thomas Gratzer und Jochen Herdieckerhoff im Rabenhof Theater, Regie: Helmut Schödel

## Werke
- Autor von Tod im Hallenturnschuhlager, 1992, Theaterstück
- Autor von Herr Martin empfiehlt, 1993 bis 1995, vierzehntägliche Radiokolumne im Rot-weiß-roten Radio auf Ö3
- Mitautor der Sendung ohne Namen, 2002–2007, Fernsehsendung
- Autor von Teufelsgschichten und Zaubersachen, 2008, Theaterstück

## Diskografie
- Cum Shots, 10 Jahre Puntigam im öffentlichen Raum, 1999, CD
- Die Einbrenn des Lebens, 2003, CD
- meet&greet, 2005, DVD

## Preise

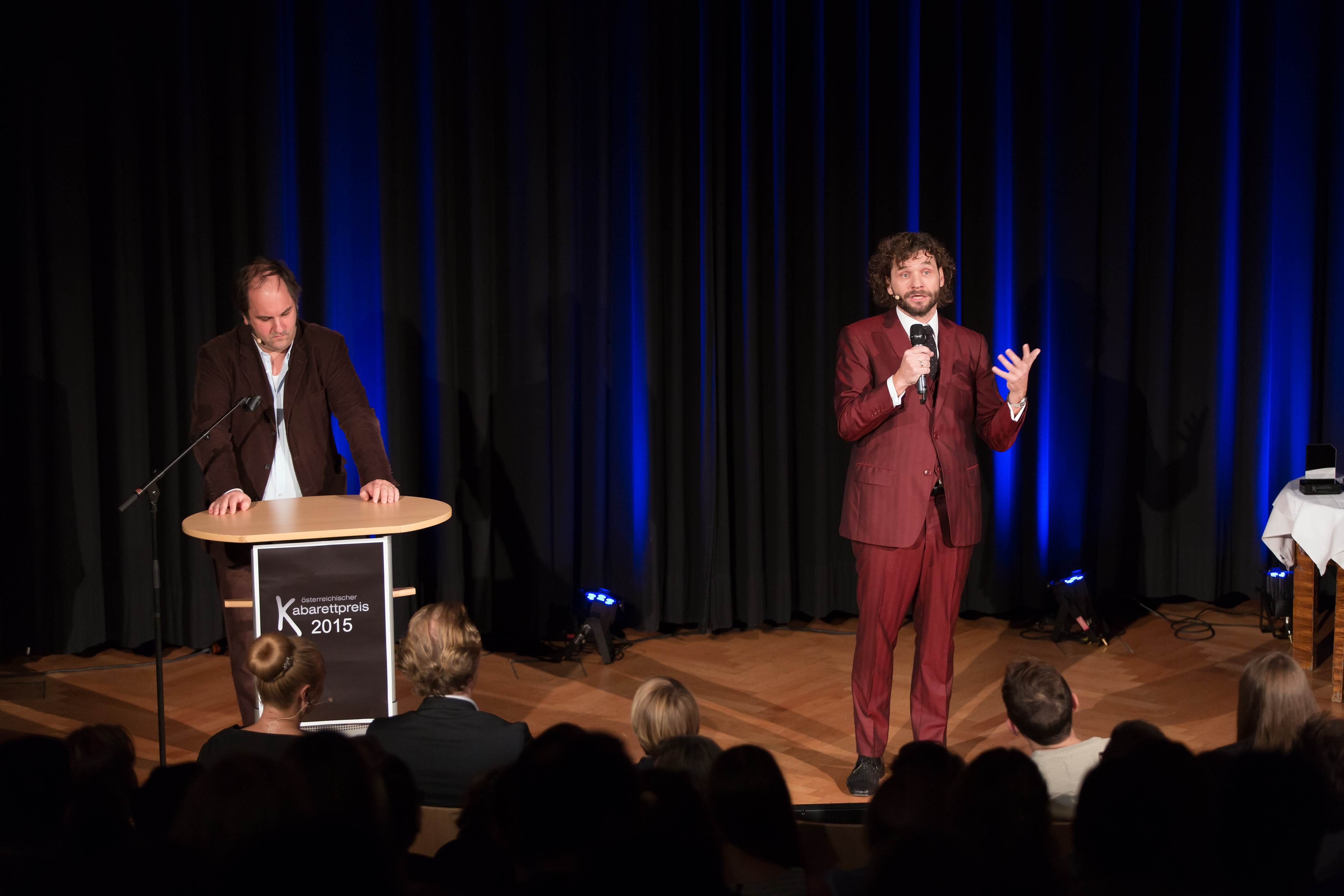
Martin Puntigam und Matthias Egersdörfer beim Österreichischen Kabarettpreis 2015

- 1989: Preisträger des Kabarettnachwuchspreis Grazer Kleinkunstvogel
- 1997: Salzburger Stier (Sparte Österreich)
- 1998: Preisträger des Jurypreises Prix Pantheon 1998
- 2004: Preisträger des Österreichischen Kleinkunstpreis
- 2008: AZ – Stern des Jahres
- 2010: Kommunikator des Jahres (gemeinsam mit den Science Busters)
- 2011: Buchliebling des Jahres: Wer nichts weiß, muss alles glauben (gemeinsam mit den Science Busters)
- 2012: Preis der Stadt Wien für Volksbildung
- 2013: Wissensbuch des Jahres für Gedankenlesen durch Schneckenstreicheln (gemeinsam mit den Science Busters)
- 2015: Österreichischer Kabarettpreis – Programmpreis gemeinsam mit Matthias Egersdörfer für „Erlösung“[10]
- 2016: Inge Morath-Preis für Wissenschafts-Publizistik[11]
- 2017: Josef-Krainer-Heimatpreis[12]

## Bücher und Hörbücher
- Wer nichts weiss, muss alles glauben, Ecowin Verlag, Salzburg, 2010, ISBN 978-3-902404-93-0, (gemeinsam mit Oberhummer und Gruber)

Hörbuch: gelesen von Harry Rowohlt und den Science Busters, Der Hörverlag, 2010.
- Gedankenlesen durch Schneckenstreicheln, Carl Hanser Verlag, 2012, ISBN 978-3-446-43215-4, (gemeinsam mit Oberhummer und Gruber)

Hörbuch: gelesen von Harry Rowohlt und den Science Busters, Der Hörverlag, 2012.
- Österreicher erklären die Welt, Goldmann Verlag, 2014. ISBN 978-3-442-15791-4 (gemeinsam mit Hosea Ratschiller)
- Das Universum ist eine Scheißgegend, Carl Hanser Verlag, 2015. ISBN 978-3-446-44477-5 (gemeinsam mit Oberhummer, Gruber und Freistetter)

Hörbuch: gelesen von Maria Hofstätter und den Science Busters, Der Hörverlag, 2015
- Warum landen Asteroiden immer in Kratern? 33 Spitzenantworten auf die 33 wichtigsten Fragen der Menschheit, gemeinsam mit Florian Freistetter und Helmut Jungwirth, Hanser, München 2017, ISBN 978-3-446-25727-6
- Global Warming Party Wie wir uns das Klima schönsaufen können (gemeinsam mit Florian Freistetter, Martin Moder, Gunkl, Helmut Jungwirth, Elisabeth Oberzaucher, Peter Weinberger), Carl Hanser Verlag, September 2020, ISBN 978-3-446-26839-5
- Wissenschaft ist das, was auch dann gilt, wenn man nicht dran glaubt (Co-Autor), Carl Hanser Verlag, September 2022, ISBN 978-3-446-27418-1